# Giuseppe Garibaldi
Giuseppe Garibaldi (Nizza, 1807. július 4. – Caprera, 1882. június 2.) olasz forradalmár, hazafi és tábornok, az egységes Olaszországért harcoló hadsereg egyik vezére. Harcolt Európán kívül Dél-Amerikában is, ezért kapta a két világ hőse nevet.

## Életpályája
A korábban a Szárd Királysághoz tartozó Nizzában született, amely 1807-ben az Első Francia Császársághoz tartozott. Családja a tengeri kereskedelemhez kötődött, 1832-ben ő maga is egy kereskedőhajó kapitánya lett.
1833 áprilisában a Clorinda szkúner kapitányaként az oroszországi Taganrogban találkozott Giovanni Battista Cuneóval, az „Ifjú Olaszország” nevű titkos társaság tagjával, akinek sikerült őt beszerveznie a mozgalomba. Hamarosan találkozott Giuseppe Mazzinivel, a titkos társaság alapító vezetőjével is. A társaság célja Itália egyesítése volt egy köztársaság keretein belül. Szintén Itália egyesítését kívánták – saját koronájuk alatt – a Szardíniát, Piemontot és Savoyát összefogó Szárd–Piemonti Királyság Savoyai-házból való uralkodói, de monarchikus államformában, saját koronájuk alatt. (Ez az elképzelés később, 1861-ben meg is valósult). Garibaldi alig egyéves ismeretség után, 1834-ben, Károly Albert király uralkodásának idején támogatást nyújtott Mazzininek egy republikánus felkelés megszervezéséhez Piemontban. A rebelliót leverték, és Garibaldi hajóval a franciaországi Marseille-be menekült a felelősségre vonás elől. Távollétében a piemonti királyi bíróság halálra ítélte, több összeesküvő társát ki is végezték.
1835-ben a tuniszi bej tengerészetében vállalt állást. Részt vett Uruguay függetlenségi harcában is[forrás?]: 1836-ban a dél-amerikai Rio Grande do Sul, majd Montevideo köztársaságok zászlaját támogatta, a brazíliaiakat többször is megverte és különösen a San Antonio melletti 1846. február 8-ai ütközetben mutatta tekintélyes katonai tehetségét.
Amikor 1848-ban hírt kapott az itáliai forradalom kitöréséről és Károly Albert királynak Lombardia, Veneto és Dél-Tirol meghódítására indított hadjáratáról, Anitának (dél-amerikai születésű nejének) és néhány hívének kíséretében elhagyta Montevideót és 14 évi számkivetés után Genovába hajózott. Itt azonban keserű csalódásra ébredt. Károly Albert szárd király visszautasította szolgálatait, a Radetzkytől elszenvedett vereségek (custozzai és novarai csaták) pedig már-már elnyomták a lombardok felkelését. Mindazonáltal Garibaldi önkéntes csapatával néhány kisebb győzelmet vívott ki, de az augusztus 9-én kötött fegyverszünet után svájci területre kellett visszavonulnia. Időközben Károly Albert király is lemondott.
Garibaldi ezután a Római Köztársaság (Mazzini) szolgálatába lépett és nemcsak a parlamentben buzgólkodott az olasz egység érdekében, hanem a csatatéren is. 1849-ben Rómát védte a francia intervenciós csapatok ellen, azonban a túlerő ellen tehetetlen volt. Róma elbukása után 3000 önkéntessel az Északi-Abruzzókba húzódott, ahol lángelméjének számos jelét adván, sokáig dacolt az osztrákokkal. Midőn ezek végre San Martinónál teljesen bekerítették, maroknyi hadát feloszlatta, ő maga pedig nejével együtt szerencsésen kisiklott üldözői kezéből. Azután Ravenna vidékén bujdosott egy ideig, miközben hű nejét elragadta a halál.
Regényes kalandok után végül Chiavariba érkezett, ahol a szárd kormány letartóztatta és a következő alternatíva elé állította: börtön avagy kivándorlás. Garibaldi az utóbbira határozta el magát és Tuniszba vitorlázott, melynek ura azonban a francia konzul tiltakozása folytán nem merte őt szolgálatába fogadni. A dologról értesített szárd kormány pedig Maddalena szigetére internálta, ahol Garibaldi 1850–51-ben szegényesen, vadászatból és halászatból élt. 1851-ben másodszor indult Amerikába, ahol három évig előbb New Yorkban mint gyári munkás, majd a Csendes-óceánon mint hajóskapitány és vállalkozó némi vagyont szerzett, mellyel azután visszatérése után 1854-ben Caprera felét megvette. Öt évet töltött e jóformán lakatlan kis szigeten, csakis családjának és a gazdaságnak szentelve idejét, mígnem az 1859. évi szabadságharc hírére rögtön felcserélte az ekét a karddal.
Garibaldiban oly elemi erővel égett a hazafiság lángja, hogy a szárd–francia–osztrák háborúban nem tudta bevárni a franciák megérkezését, hanem átkelt embereivel a Ticino folyón és Urban osztrák tábornok hadosztályát Varese és San Fermo mellett merészen megtámadta. Mindkét ütközetben ő győzött, erre azonban az osztrákok megemberelték magukat és Garibaldit körülfogták. Szerencséjére a francia-szárd fősereg a döntő pillanatban megérkezett a segítségére. A kiszabadult Garibaldi ezentúl is mindig az elővédet vezényelte, de azután északra fordulván, a Garda-tó bal partján a Dél-Tirolba vezető szorosok megvívásához fogott. Az észak-itáliai Habsburg-hű fejedelemségek (Toszkána, Parma, Modena) behódoltak II. Viktor Emánuel szárd–piemonti királynak. Viktor Emánuel szárd király (Cavour sürgetésére) tábornoki rangra emelte és a Dél-Tirolba rendelt hegyivadászok fővezérévé tette.
Amikor a villafrancai fegyverszünetről (július 11.) értesült, az mint annyi más olasz hazafit, őt is a legnagyobb elkeseredéssel töltötte el. Haragból otthagyta a szárd hadsereget és miután az a terve sem sikerült, hogy Közép-Itáliából vezethessen önkéntes hadat Róma ellen, tiltakozott a parlamentben Nizza és Szavoja átengedése ellen, és azután Caprerára vonult vissza.
A zürichi béke dacára a megoldásnak indult olasz kérdés feltartóztathatatlanul továbbhaladt megvalósítása felé. És ezzel felvirradt Garibaldi fénykora. 1860 márciusában Szicíliában kitört a forradalom, a királyi csapatok a városokban és a sűrűbben lakott vidékeken ugyan helyreállították a nyugalmat, a felkelők azonban a hegyekbe vonultak vissza és onnan gerillaháborút vívtak a királyi csapatok ellen, egyúttal azonban az akkor részben már felszabadított Olaszország népeitől segítséget kérve. Több szicíliai és nápolyi menekült Garibaldit kérte fel, hogy ő indítsa meg a szicíliai és nápolyi népnek segítségnyújtását. Garibaldi ennek megfelelve a Nápoly–Szicíliai Bourbon Királyság ellen indult és már május 6-án Genovában hajóra szállt önkénteseivel, 1064 emberrel és 4 ágyúval (a marsalai ezerrel). A kis sereg vezérkari főnökéül Garibaldi hazánk fiát, Türr Istvánt, volt piemontei ezredest szemelte ki. Garibaldinak csak úgy sikerült észrevétlenül Szicíliába jutni, hogy Genovából előbb Afrika felé vette útját és így megkerülve Szicíliát, dél felől közeledett a szigethez. Május 11-én vetett horgonyt Marsalánál és rögtön a sziget belsejébe, Salemi vidékére vonult, ahol május 14-én 3000 felkelővel egyesült. A következő napon elindult Palermo felé. Útközben legyőzte az elébe küldött Londi királyi tábornokot 3500 emberével Calatifiminél és május 26-án Palermo elé érkezett meg. A királyi helyőrség a várost makacsul védte és csak hosszú küzdelem, véres utcai harcok után, amelyekben hazánkfia, Tüköry Lajos őrnagy is elesett, kapitulált a város királyi parancsnoka június 6-án.

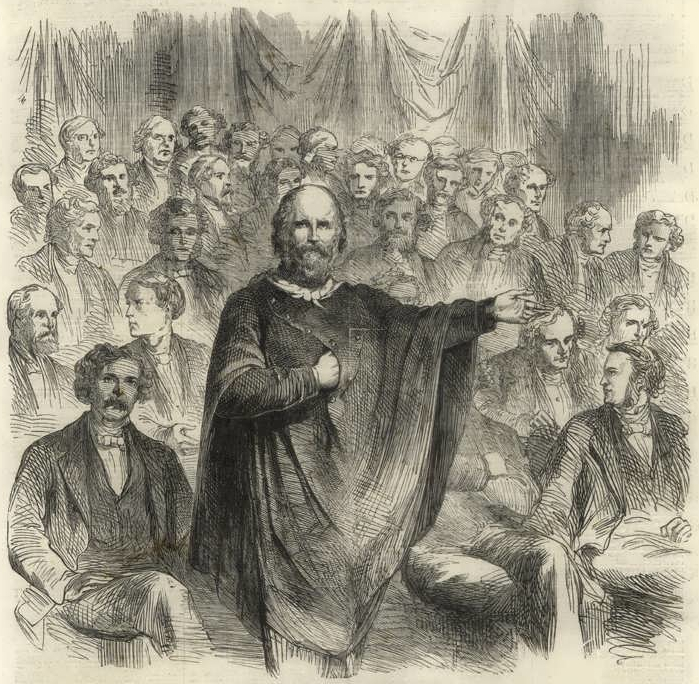
Garibaldi 1861. április 18-ai felszólalása Cavour ellen az olasz parlamentben, Torinóban

Palermóban Garibaldi mint diktátor minisztériumot nevezett ki, a sziget kormányzására vonatkozó rendeleteket bocsátott ki és azután Messina felé indult. Milazzónál ismét egy királyi dandár (5000 ember) akarta útját állni, de Garibaldi 3600 emberével visszaverte a támadókat és az estefelé Palermóból megérkezett erősítésekkel a milazzói régi várat megadásra kényszerítette. Ezután Messinába sietett, ahol a királyi csapatokat részint az erődbe való hátrálásra, részint a messinai szoroson való átkelésre kényszerítette. Eközben Észak-Olaszországból folytonosan érkeztek még önkéntesek, úgyhogy augusztus elején már 6000 garibaldista táborozott Messina mellett a világítótorony környékén, a Scylla partjain.
Augusztus 6-án éjjel Bixio tábornok 330 önkéntessel halászcsónakokon kelt át a tengerszoroson, míg egy hadihajóvá átalakított gőzös a királyi hajóhadat és a legközelebbi erődöt foglalkoztatta, miközben a hajó összes hajósával másfél órai harc után el is merült. Bixio a hegyekbe vetette magát és ott szervezte a calabriai népfelkelést; Garibaldi pedig – egyelőre csak 5000 emberrel – augusztus 19-én szintén átkelt, Reggio di Calabriát megtámadta és – ugyan nagy veszteségek árán – el is foglalta. Ekkor is több magyar esett el, köztük Száraz nevű főhadnagy, aki az alpesi vadászoknál szolgált. A királyi csapatok Miletónál gyülekeztek, Garibaldi további előnyomulásakor azonban a Nápolyból jövő erősítések elé vonultak észak felé. Útközben e seregrész folytonosan körül volt véve részint Garibaldi csapatai, részint a calabriai népfelkelők által, úgyhogy végül az éhségtől kimerülve, Soveria Mannellinél 19 ezer ember lerakta a fegyvert.
Ezentúl a felszabadító sereg feltartóztathatatlanul sietett Nápoly felé, és szeptember 7-én bevonult a városba. Ugyanekkor a király és a nápolyi helyőrség Capuába vonult vissza, mégpedig oly sietősen, hogy az állam pénztárában volt 7 millió tallért sem vitték magukkal. Szeptember 19-én 25 000 önkéntes volt Caserta körül összpontosítva, és onnan Capua felé nyomult, ahol a király ekkor már 34 000 embert gyűjtött össze. Október 2-án a királyi sereg megtámadta Garibaldinak a Volturno folyó mögötti hadállását, amelyben 25 000 önkéntes állt. Garibaldi eleinte csak igen nehezen védhette meg hadállását és csakis estefelé kényszerítette a királyiakat a visszavonulásra. E csatában 185 magyar huszár Darbay őrnagy vezénylete alatt sikerrel támadta meg a királyi sereg két zászlóalját és a magyar légió gyalogsága (160 ember) is bátran fogadta a királyi lovasság támadását, mely alkalommal két tisztje (Fliegl és Kanyuk) is elesett. A csatát oly közel vívták Capuához, hogy helyenként a vár ágyúi is támogatták a királyi sereget.
Az a körülmény, hogy Garibaldi fiatal csapatai a királyi sereg legjobb csapatait (gárdák, svájciak, németek) nyílt terepen vívott rendes csatában is megverték, rendkívülien lehangolta a királyi sereg tisztjeit és legénységét. Miután az északról Nápoly felé siető piemonti sereg már a Volturno-völgybe érkezett meg, a királyiak Capuában csak helyőrséget hagytak és Gaetába vonultak vissza. Garibaldi október 8-án serege jobbszárnyával a Volturnón átkelt (az elővédet – az 1. olasz zuáv zászlóaljat – ez alkalommal Kápolnai vezette) és Capua ostromát kezdte meg. A nápolyi arzenálból hozott várvívó lövegeknek 48 órai működtetése után, november 2-án Capua kapitulált.
A felszabadított területeket, Szicíliát és Nápolyt átadta Viktor Emánuel szárd–piemonti királynak, akivel november 7-én ismét bevonult Nápolyba, ahol a lakosság a királynak hűséget esküdött. Garibaldi harmadnapra letette diktátori hatalmát és visszavonult Caprerára. A változások eredményeként 1861-ben kikiálthatták az egységes Olasz Királyságot, a Savoyai-ház koronája alatt.

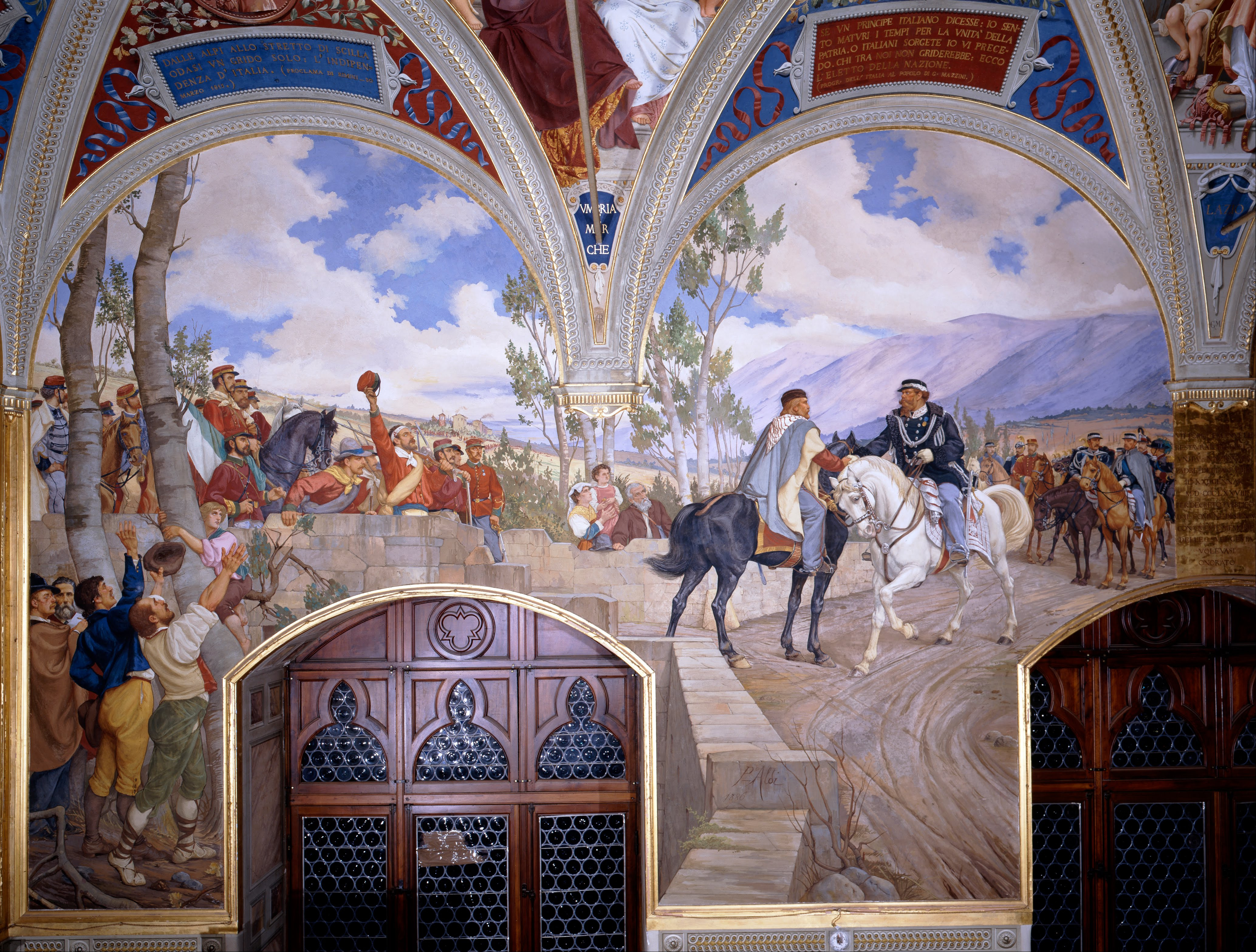
Viktor Emánuel találkozása és kézfogása Garibaldival Teanonál 1860. október 26-án

Nem fogadott el semmi kitüntetést, még az Olaszország első polgára címet is visszautasította. A képviselői mandátumot azonban nem merte visszautasítani, de nagyon ritkán jelent meg a parlament ülésein. Az 1860-as évek elején a magyar emigrációval folytatott alkudozásokat egy újabb felkelés és szabadságharc ügyében az akkori népdalok híven tükrözik a beléje helyezett reményeket és bizalmat. Ámde az olasz viszonyok sem alakultak kívánságai szerint és végül 1862-ben nem tudott már többé nyugton maradni. Június 28-án megint Szicílián termett, ahol önkénteseket toborzott és nyíltan bevallott szándéka szerint az egyházi állam és Róma felszabadítására készült. III. Napóleon császár fenyegetésére az olasz kormány eltiltotta ugyan ettől a tervtől, de Garibaldi mindazonáltal augusztus 25-én átkelt Calabriába. Az olasz királyi csapatok már augusztus 25-én önkénteseit Aspromonte hegy tövében megtámadták és legyőzték, a jobb lábán súlyosan megsebesült Garibaldit pedig foglyul ejtették. Egy ideig a kormány La Speziában és Palmeira szigetén fogva tartotta, de azután december 19-én azon feltétel alapján szabad lábra helyezte, hogy visszamegy Caprerára, ahonnan a következő években csak egyszer (1864) távozott, amikor Angliát meglátogatta, melynek kormánya és népe valósággal bálványozta.

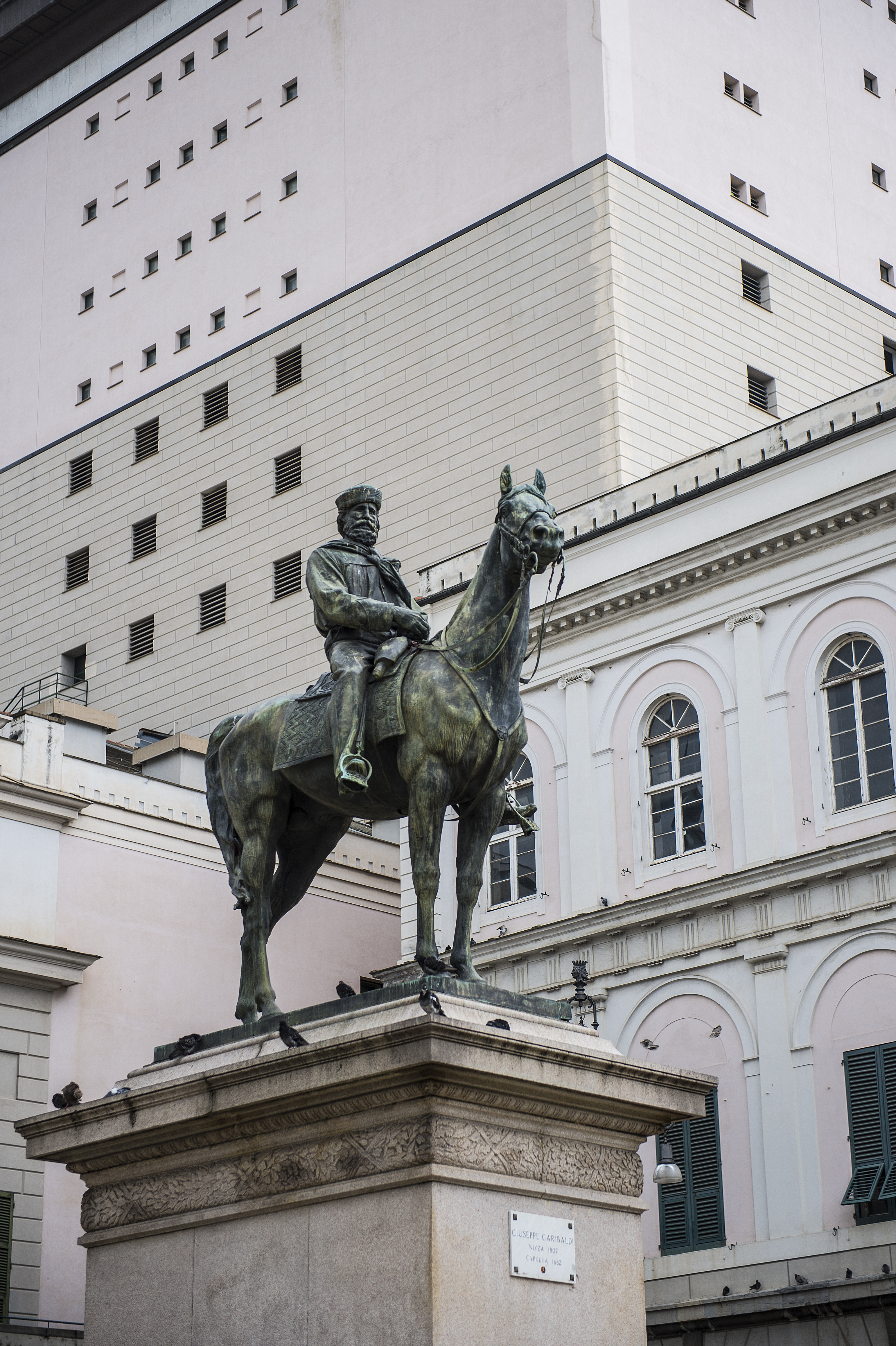
Lovasszobra, Genova (Fotonazario, 2014)

Az 1866-ban kitört porosz–osztrák–olasz háborúban ismét az osztrák császári csapatok ellen harcolt, de ismét vereségeket szenvedett. (A poroszok königgrätzi győzelme után, a katonai támogatás fejében az Olasz Királyság mégis megkapta Veneto tartományt). Garibaldi az 1860-as években kétszer is kísérletet tett Róma elfoglalására, de egyszer sem járt sikerrel. Rómát az olasz királyi csapatok csak 1870-ben foglalták el, amikor a várost és a pápai államot védelmező francia császári csapatok a poroszok elleni háborúra készülve távoztak Olaszországból. Tevékenységével Garibaldi vezető szerepet játszott az olasz egység megteremtésében.
Az 1871-es porosz–francia háborúban a franciák oldalán harcolt önkénteseivel. A franciák katonai veresége és III. Napóleon lemondása után hazatért Olaszországba.
1871 februárjában Nizza lakói hálából a bordeaux-i nemzetgyűlésbe választották. Garibaldi elfogadta a mandátumot és részt is vett néhány gyűlésen. Három év múltán (1874) Rómában az olasz parlamentbe választották és ezután Rómában is időzött hosszabb ideig és le is tette az alkotmányra az esküt. Az olasz királyság által neki felajánlott évi dotációt (100 000 lírát) csak sok rábeszélés után, a fiai zilált anyagi viszonyára való tekintettel fogadta el.

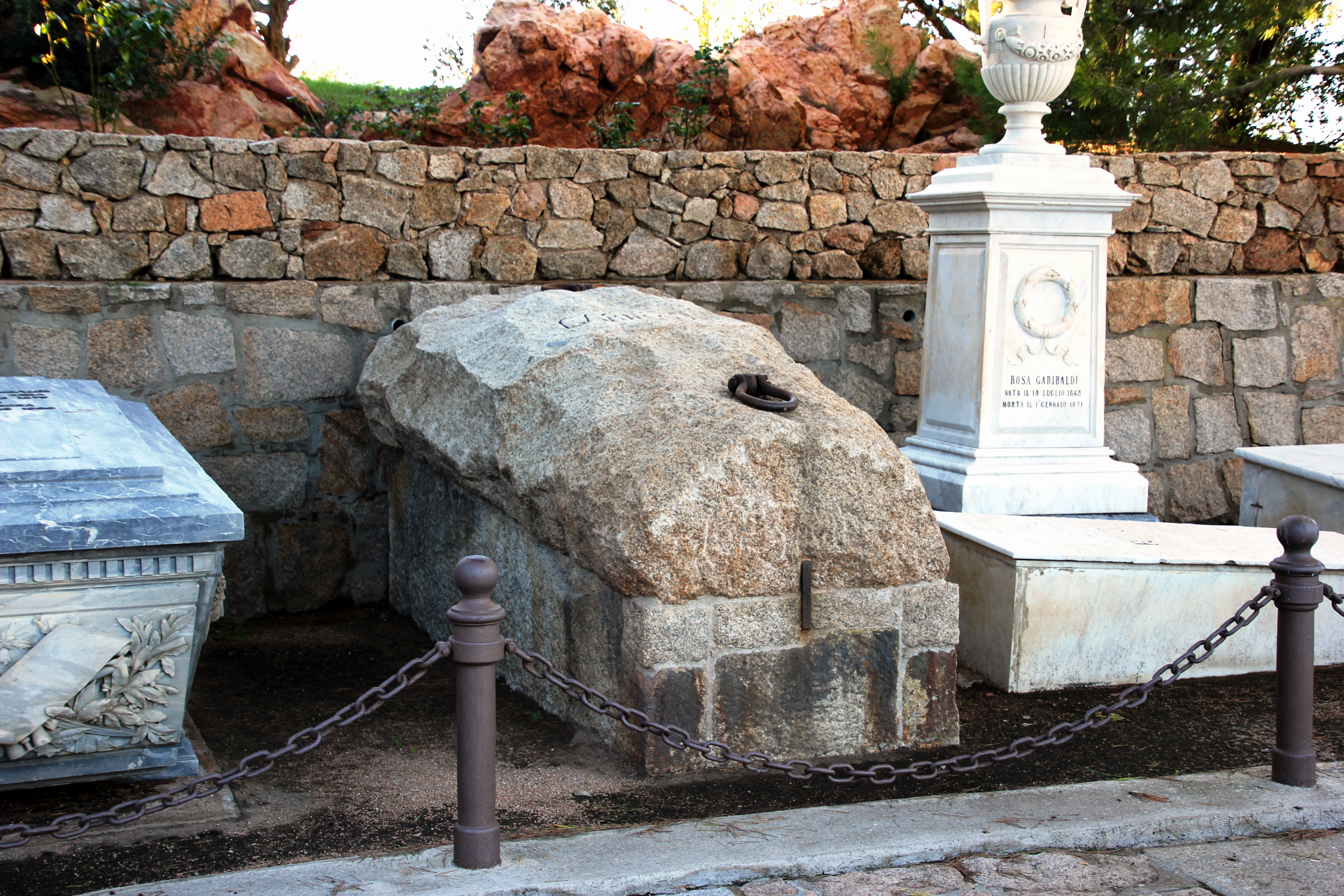
Garibaldi és családtagjainak sírjai Caprera szigetén, nem messze az egykori házuktól

Rómában közegészségügyi tervekkel foglalkozott, így a Tevere szabályozásával és az elmocsarasodott Campagna kiszárításával. De most sem tudván megbarátkozni a parlamentáris pártélettel és fondorlatokkal, 1879-ben megint szigetére vonult vissza. Három év múlva újból Rómába ment, ahol a király kegyesen fogadta. Radikális és irredenta beszédeivel és terveivel azonban a kormányt több ízben zavarba ejtette.
Végrendeletében ugyan azt kötötte övéinek szívére, hogy tetemét elhamvasszák és hamvait Caprera szigetén, gyermekeinek sírja mellett helyezzék nyugalomra, azonban az olasz nemzet közakarata folytán földi maradványait június 10-én állami költségen nagy pompával egy robusztus gránitszarkofágban helyezték örök nyugalomra. Az özvegynek és Garibaldi öt gyermekének fejenként 10 000 líra kegydíjat szavazott meg a parlament és azonfelül emlékszobrot állítottak az elhunyt szabadsághősnek.

## Írói munkássága
Az 1870-es években Garibaldi mint író is tett kísérletet. Három regényt írt: Clelia, overro il governo di Monaco (Milánó, 1870, magyarul: A szerzetes uralma, Pest, 1870), Canton il volontario (Milánó, 1870) és I Mille (Torino, 1870). Munkáiban különösen a szerzeteseket és az egyházat szidalmazza, melyben Olaszország szellemi hátramaradásának egyik főtényezőjét látta. Halála után jelentek meg emlékiratai.

## Családja

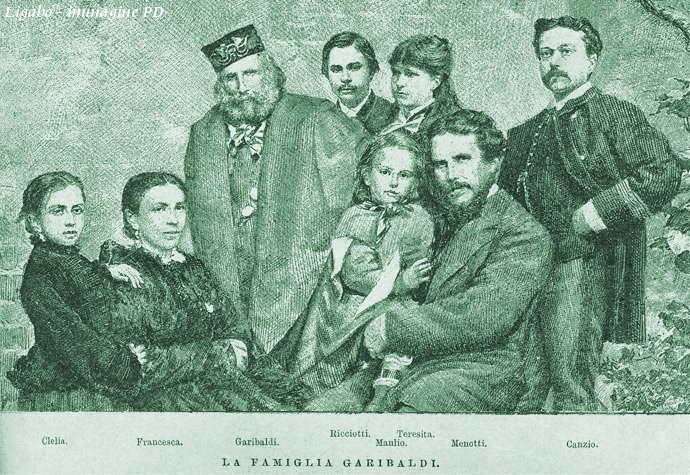
A Garibaldi család 1878-ban

Első nejétől (Annitától) egy leánya, Terézia született, aki 1861-ben Canzio őrnagynak lett a felesége; továbbá két fia: Menotti (szül. 1840. szeptember 16.) és Ricciotti. Menotti már 1862 óta harcolt apja oldalán, 1870-ben Dijonnál küzdött és azután képviselő lett. Harmadik nejétől egy fiú (Manlio) és egy leánygyermek (Clelia) született.

## Emlékezete
Világ- és Olaszország-szerte számtalan (lovas)szobrot állítottak neki, közterületek garmadáját nevezték el róla.

### Magyarországon
A budapesti Múzeumkertben 1932-ben avatták fel a Kuzmik Lívia által készített Garibaldi-emlékszobrot.
Kodály Zoltán bicíniumban – kétszólamú kórusműben – dolgozta fel a Garibaldi csárdás kis kalapja kezdetű népdalt.
Emléktábláját 1957-ben avatták fel a budapesti Garibaldi utcában.
A Magyar Posta 1960-ban bélyeget adott ki Garibaldi arcképével az olasz egység centenáriuma alkalmából.

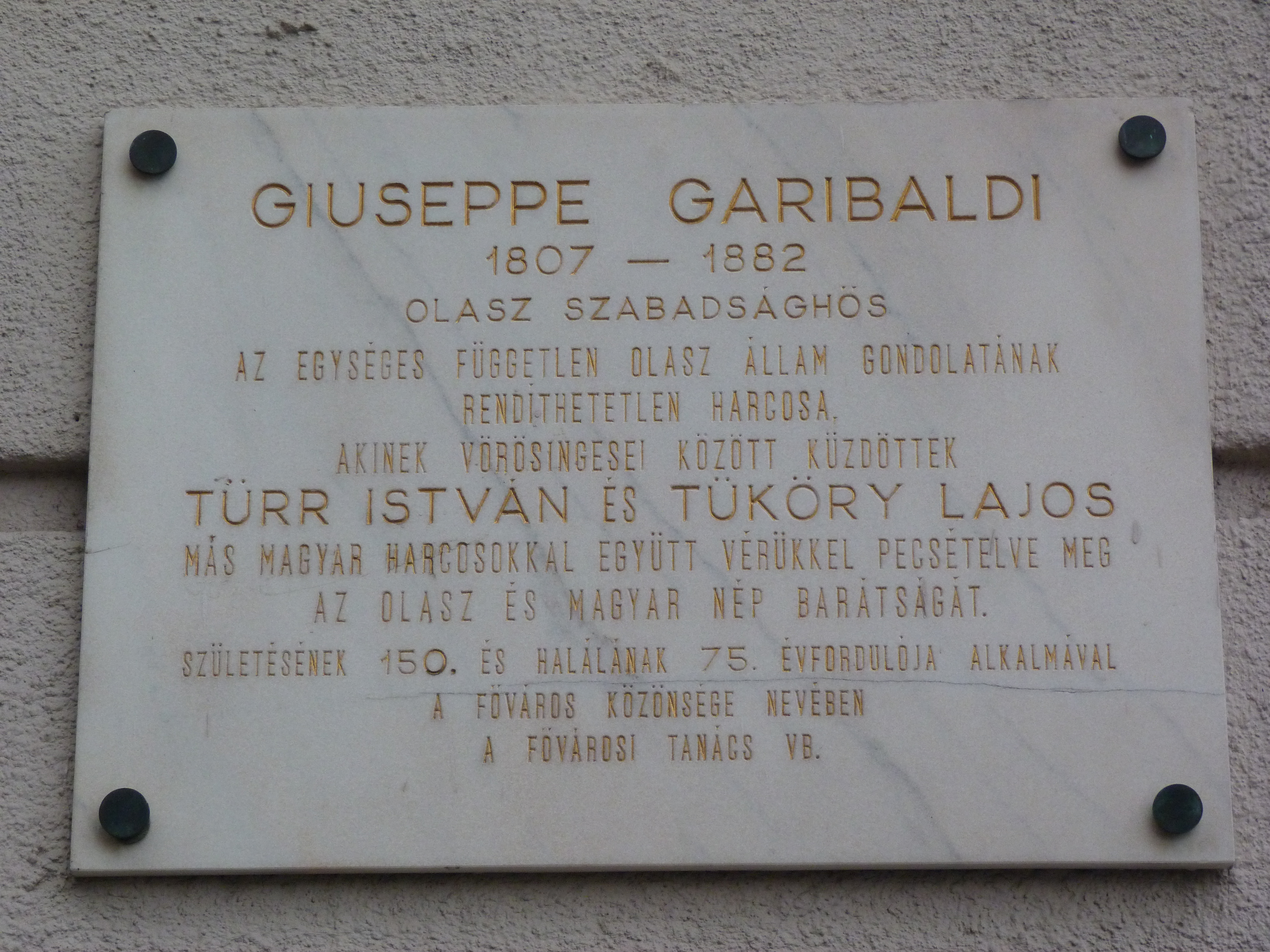
Giuseppe Garibaldi emléktáblája Budapesten

Batthyány Ilona grófnő Giuseppe Garibaldi tiszteletére nevezte el a cinkotai birtokukon eredő patakot Caprera-pataknak, Caprera szigetéről, ahol a szabadsághős élete utolsó 20 évét töltötte.